# Горская, Ася Борисовна
Ася Борисовна Горская (30 октября 1937, Минск — 9 ноября 2003, Челябинск) — уральский поэт, прозаик и краевед, автор 28 книг, в том числе 7 музыкальных альбомов. Учитель, отличник просвещения РФ, создатель музея поэтов и писателей Южного Урала «Кораблик».

## Биография
Родилась 30 октября 1937 года в Минске. В 1941 году вместе с семьей была эвакуирована на Урал. Окончила школу № 1 им. Энгельса г. Челябинска. Литературным творчеством начала увлекаться в школьном возрасте, занимаясь в литобъединении «Алые паруса» у Л. А. Преображенской.
Впервые стихи Аси Горской были опубликованы в газетах «Сталинская смена» («Команда»), «Челябинский рабочий», журнале «Уральские огоньки» (1952-53).
Одно из стихотворений того периода было переведено и включено в поэтический сборник в Японии.
По окончании в 1959 г. Челябинского пединститута работала учителем географии и химии в посёлке Октябрьском. В 1967 году вместе с мужем, тоже учителем, была переведена на работу в челябинскую школу № 15. Со дня основания школы вела литературно-краеведческий кружок, ставший в 1986 г. музеем-клубом — единственным до сих пор в области музеем южноуральских поэтов и писателей.
Печаталась в газетах «Вечерний Челябинск», «Учительская газета», журналах «Вожатый», «Уральский следопыт», а также в коллективных сборниках «Уральская весна» (1958), «Моё поколение» (1961), «Читайка».
Первая повесть «Инка+Дик=?» стала победителем закрытого областного конкурса «Наш современник» на лучшую художественную книгу о юношестве. Сборник стихов «Открытый урок» был признан[кем?] одной из лучших книг о школе и труде учителя. Книга «Челябинск поэтическим пером» стала победителем челябинского муниципального конкурса 1999 г. «Мой подарок родному городу» в номинации «Творческая деятельность», а книга «Врачеватель мой — четверостишье» — лауреат областного конкурса 2009 г. «Лучшая художественная книга» в номинации «Поэзия».
Особое место в творчестве Аси Горской занимал А. С. Пушкин: книга «Это — Пушкин» (1999) — лауреат 15-го Международного поэтического конкурса «Пушкинская лира» (2005 г., США, Нью-Йорк). Ася Горская — автор идеи и организатор областного конкурса детского творчества «Ищет Пушкина планета» к 200-летию со дня рождения А. С. Пушкина, составитель уникального альманаха «Уральская пушкиниана», куда вошли лучшие детские работы: стихи, рисунки, музыка. Её стихотворение «Холодно Пушкину в парке…» послужило тем толчком, после которого возникла идея реконструкции челябинского горсада имени А. С. Пушкина.
Ася Горская автор 7 музыкальных альбомов: «Аквариум детства», (композитор Валерий Ярушин, песни для детей и взрослых) 1997 г., «Зажжём в честь Пушкина свечу» (композитор Лидия Сотченкова). стихи, песни, романсы (1999 г.), «Только в Челябинске» (композитор А. Сафонов) 2001 г., «Вечер нашего романса» композитор Р. Шеховцев (сб. романсов и песен) 2002 г.
На стихи Аси Горской написано более 200 песен. Многие композиторы обращались и обращаются для создания музыкальных произведений к поэзии Аси Горской. Среди них: Анатолий Кривошей, Валерий Ярушин, Анатолий Сафонов, Лидия Сотченкова, Николай Малыгин, Владимир Кулаков и другие.
Поэт Ася Горская — автор текстов песен о Советском и Калининском районах г. Челябинска, гимнов детских фестивалей «Звёздный калейдоскоп», «Хрустальная капель», молодёжных гимнов «Живите любимы», «Будет планета жить», песен-лауреатов «Ищет Пушкина планета», «Голубой экран», «Челябинский хоккей», «Первый трактор», «За возрождение Урала», «Учитель от Бога» и других.
Ася Горская — автор проекта Хрестоматии по литературе родного края и составитель хрестоматии для детей 1-4 классов.
6 сентября 2017 года в Челябинском государственном театре кукол им. В. Вольховского состоялась премьера спектакля «Новый Робин-Бобин» по сказке в стихах Аси Горской «Приключения нового Робина-Бобина» (режиссёр Александр Борок, художник Елена Хохлович).
С 2017 года проводится Интернет-фестиваль им. Аси Горской «И слово снова оживёт, заговорит и запоёт».

## Память
1. В Челябинском городском парке им. А. С. Пушкина после реконструкции была сооружена ротонда с «онегинской скамьей» и свитком со стихами А.Горской:
"…Любимый парк для тайн и для свиданий
Хранит слова онегинских признаний…
Присядем на скамью воспоминаний… "
2. К 70-летию поэтессы в областном краеведческом музее была открыта выставка, посвященная её жизни и творчеству «Педагог, поэт и краевед».
3. Детской библиотеке № 2 Советского района г. Челябинска присвоено имя Аси Горской.
4. В 2009 г. Челябинским обкомом профсоюза работников народного образования и науки РФ была учреждена литературная премия им. Аси Горской.
5. С 2013 года под эгидой Челябинского обкома профсоюза работников народного образования и науки ежегодно проходят Областные Горские чтения.
6. 30 октября 2013 г. состоялось торжественное открытие мемориальной доски, установленной на здании школы № 15 г. Челябинска.

## Публикации
1. Инка +Дик = ?: повесть / А. Б. Горская; [худож. Л. Ф. Полстовалова]. — Челябинск: Юж.-Урал. кн. изд-во, 1982. — 110 с.: ил.,
2. Открытый урок: стихотворения /А. Б. Горская. — Челябинск: Юж.-Урал. кн. изд-во, 1991. — 79, [1] с.: ил. ISBN 5-7688-0488-9
3. Добро и Зло: притча / А. Б. Горская; худож. В. Д. Горячко. — Челябинск: ТОО «Глобал»; ТОО «Форум-издат», 1996. — 10 с.: ил. ISBN 5-87716-051-6
4. Живите любимы: лирика / А. Б. Горская. — Челябинск: Книга, 1999. — 159 с.: ил..ISBN 5-7135-0128-0
5. Золотая рыбка: стихи / А. Б. Горская; худож. В. Горячко. — Челябинск, 1999. — 47 с.: ил. ISBN 5-89879-006-3
6. Это — Пушкин: лирика / А. Б. Горская. — Челябинск: Книга, 1999. — 59 с.: ил..ISBN 5-7135-0151-5
7. Челябинск поэтическим пером: сб. стихов и песен / А. Б. Горская. — Челябинск: Авто Граф, 2000. — 175 с.: ил., нот. .ISBN 5-7135-0215-5
8. Формула цветка: стихи / А. Б. Горская; худож. О. И. Волье. — Челябинск: Книга, 2002. — 191, [1] с.: ил. ISBN 5-7135-0329-1
9. Вы растете…: стихи для детей; худож. В. Сафронов / А. Горская. — Челябинск: Авто Граф, 2004. — 27 с.: ил. ISBN 5-98518-003-4
10. Приключения Нового Робина-Бобина / Ася Горская; рис. О. Волье. — Челябинск; Иркутск: ООО «Время странствий», 2005. — 53 с.: ил. ISBN 5-901-920-05-8
11. Про меня, про Маринку и фруктовую корзинку / Ася Горская; худож. Ю. Г. Попов. — Челябинск: Авто Граф, 2005. — 11 с.: ил. — (Книжная семья; кн. 1). — Семь книжек в одной обложке с загл.: Шарики-фонарики. ISBN 5-9628-0089-3
12. Читалочка-засыпалочка / Ася Горская; худож. В. Горячко. — Челябинск: Авто Граф, 2005. — 23 с.: ил. — (Книжная семья; кн. 2). — Семь книжек в одной обложке с загл.: Шарики-фонарики. ISBN 5-9628-0083-4
13. Друга жду на огонек / Ася Горская; худож. О. И. Воробьева. — Челябинск: Авто Граф, 2005. — 19, [1] с.: ил. — (Книжная семья; кн. 3). — Семь книжек в одной обложке с загл.: Шарики-фонарики. ISBN 5-9628-0084-2
14. Дарилки из копилки / Ася Горская; худож. О. И. Воробьева. — Челябинск: Авто Граф, 2005. — 23, [1] с.: ил. — (Книжная семья; кн. 4). — Семь книжек в одной обложке с загл.: Шарики-фонарики. ISBN 5-9628-0085-0
15. На прогулку шли опята… / Ася Горская; худож. О. И. Воробьева. — Челябинск: Авто Граф, 2005. — 27, [1] с.: ил. — (Книжная семья; кн. 5). — Семь книжек в одной обложке с загл.: Шарики-фонарики. ISBN 5-9628-0086-9
16. Где зимуют раки? / Ася Горская; худож. Ю. Г. Попов. — Челябинск: Авто Граф, 2005. — 23, [1] с.: ил. — (Книжная семья; кн. 6). — Семь книжек в одной обложке с загл.: Шарики-фонарики. ISBN 5-9628-0087-7
17. Твой город «N» / Ася Горская; худож. Ю. Г. Попов. — Челябинск: Авто Граф, 2005. — 11 с.: ил. — (Книжная семья; кн. 7). — Семь книжек в одной обложке с загл.: Шарики-фонарики. ISBN 5-9628-0088-5
18. Врачеватель мой — четверостишье…: сб. четверостиший / А. Б. Горская; [сост. М. Б. Дудко; худож. О. И. Воробьева; ред. Т. А. Лебедева]. — Челябинск: Книга, 2008. — 304 с.: портр., 500 экз. ISBN 978-5-7135-0575-2
19. Ты в Челябинске живёшь: [сборник стихов для детей] / Ася Горская; рис. Марии Хариной. — Челябинск: Авто Граф, 2016. — 80 с. : ил. ISBN 978-5-98518-085-5
20. «Где запрятан волшебный ключик?» [сборник стихов для детей] / Ася Горская; рис. Марии Хариной. — Челябинск: Авто Граф, 2018. — 68 с. ISBN 978-5-98518-100-5
21. «Озорной ребячий мир» [сборник стихов для детей] / Ася Горская; рис. Марии Хариной. — Челябинск: Авто Граф, 2022.- ил. ISBN 978-5-98518-139-5

### Литературно-музыкальные издания
1. Аквариум детства: песни для детей и взрослых / А. Б. Горская, В. И. Ярушин; худож. В. Горячко. — Челябинск: Версия, 1997. — 56 с.: ил., нот. ISBN 5-87229-047-0
2. Зажжем в честь Пушкина свечу…: стихи, песни, романсы / А. Горская, Л. Сотченкова; предисл. Е. Попляновой. — Челябинск: ЧГПУ, 1999. — 49, [1] с.: нот.
3. Про Маринку и Мишутку и всерьез, и в шутку: восемь песенок для дет. хора и двух солистов в сопровождении фп. / стихи А. Горской, музыка В. Баскина. — Челябинск: ЧГПУ, 2000. — 32 с.: нот.
4. Только в Челябинске…: [лит.-музык. альбом] / А. Б. Горская, А. Сафонов. — Челябинск: Юж.-Урал. кн. изд-во, 2001. — 85, [1] с.: ил., нот. ISBN 5-7688-0802-7
5. Вечер нашего романса: [сб. романсов и песен] / А. Б. Горская, Р. В. Шеховцев. — Челябинск, 2002. — 128 с.: нот.
6. Панов, Д. П. Вокально-хоровой цикл на стихи челябинских поэтов (в сопровождении фп. и инструмент. ансамбля): [в сб. вошли 14 песен на стихи А. Горской] / Д. П. Панов; ЧГАКИ. — Челябинск, 2007. — 95 с.: нот. ISBN 5-94839-092-6
7. О, музыка чарующего слова!..: песни и романсы / А. Горская (стихи), И. Кириллов (музыка). — Челябинск: [б. и.], 2012. — 24 с.: нот.

```
    Электронный ресурс. 
Ася Горская
```

### В сборниках и периодических изданиях
1. Старший брат / Ася Шац // Уральские огоньки № 8: рассказы и стихи / ред. Р. М. Ушеренко — Челябинск, 1954.- С.181.
2. Первая строчка / Ася Шац // Уральская весна: стихи / сост. Я. Т. Вохменцев. — Челябинск, 1958. — С. 74.
3. Двойка; Песня о Челябинске / А. Горская // Мое поколение: стихи [молодых поэтов Челяб. обл.]. — Челябинск, 1961. — С. 72-73.
4. Наш вожатый: [стихи] / А. Шац // Вперед, горнисты! / сост.: Б. Григорьев [и др.], редкол.: Ю. Александрович [и др.]. — Челябинск, 1972. — С. 116—117.
5. Звёзды на озере: [стихи] / Ася Горская // Вожатый. — 1973. — № 6. — С. 38.
6. Повторенье — мать ученья / Ася Горская // Учит. газ. — 1978. — 14 сент.
7. Капитан «Алых парусов»: рассказ в письмах и стихах / Ася Горская // Урал. следопыт. — Свердловск, 1988. — № 7. — С. 13-14.
8. Стихи и звезды: из писем воспитанников «Алых парусов» Лидии Александровне Преображенской: [отрывки из писем Аси Горской и др.] // Паруса надежды: Челяб. дворец пионеров и школьников им. Н. К. Крупской. — Челябинск,1990. — С. 209—211.
9. Читайка: сб. стихов и рассказов / сост. А. Ф. Бархоленко. — Челябинск: Юж.-Урал. кн. изд-во, 1991. — 93 с.: ил. — Из содерж.: «Простудился телевизор…»: [стихи]. — С. 12; В мамином классе: [стихи]. — С. 18; Трудное слово: [стихи]. — С. 20; Собачья беда: [стихи]. — С. 49; «Удивляется малыш…»: [стихи]. — С. 84.
10. Снег в апреле; Петровна: [стихи] / А. Горская // Городской романс: кн. о Челябинске и челябинцах, напис. самими челябинцами / авт.-сост. Е. Г. Ховив. — Челябинск, 1996. — С. 227—229.
11. В новогоднюю ночь / музыка В. Ярушина; стихи А. Горской // Вечер. Челябинск. — 1997. — 31 дек.
12. Наш челябинский хоккей / А. Горская // Спорт-ревю. — Челябинск, 1997. — 13 дек.
13. Голубой экран / музыка В. Кулакова; стихи А. Горской // Вечер. Челябинск. — 1998. — 17 июля.
14. Зажжем в честь Пушкина свечу: стихи / А. Б. Горская // Челяб. металлург. — 1999. — 3 июня.
15. Прикосновение: [воспоминания о встречах с поэтессой Л. К. Татьяничевой] / Ася Горская // Будьте добры: стихи разных лет. Воспоминания современников / Л. К. Татьяничева; сост. Е. Г. Ховив. — Челябинск, 2000. — С. 249—252.
16. Я без сказки не усну: (из книжки «Читалочка-засыпалочка»); Петушок Петя; …и курочка Кока; «Два мышонка Ох и Ах….»; Зайчик Тепа; Львенок Лева; Бегемот Мотя; Обезьянка Янки; Пес Буран и киска Вьюга; «А злых-презлых комариков…»; «Месяц улыбается…»: [стихи] / Ася Горская // Южный Урал: альм. писателей Урала / Челяб. обл. писат. орг. Союз писателей России; гл. ред. Г. Суздалев, сост. В. Носков. — Челябинск, 2001. — № 1 (32). — С. 272—275.
17. Возвращение; Совесть; Теплый дом; Держись, ветеран!; Друзьям; Пушкиненок; Улица Пушкина; «Нужен ли сегодня Пушкин…»; Его мадонна; «Зажжем свечу и сядем кругом…»; «…И снова в Пушкина влюбляюсь…»; «Еще зеленые, уже седые…»: [стихи] / А. Б. Горская // Литература России. Южный Урал: хрестоматия: 5-9 кл.: учеб. пособие / сост.: Н. А. Капитонова, Т. Н. Крохалева, Т. В. Соловьева. — 2-е изд., испр. — Челябинск, 2003. — С. 379—386.ISBN 5-93946-015-1
18. Сестре Майе: [стихи] / А. Горская // Область вдохновения: в 2 т. / [сост. М. Ф. Шанбатуев]. — Челябинск: Юж.-Урал. кн. изд-во, 2003. — Т. 2: Поэзия, 1934—2004. — 2003. — С. 261.
19. Двойка; Открытый урок; «И мне завидовали тогда…»: [стихи] / А. Б. Горская // Автограф. — Снежинск, 2003. — 20 нояб.
20. «Как мне все-таки повезло…»; «В том городе нет запаха бензина…»; Маше и Кате Соколовым; Белый ангел; «А если старый добрый друг…»: [стихи] / Ася Горская // Вечер. Челябинск. — 2003. — 15 авг. — С. 9. — (Пергамент; вып.13).
21. Город начинается… : [стихи] / Ася Горская // Южный Урал: лит. альм. / Челяб. отд-ние Союза писателей России; [гл. ред. О. Павлов, сост. В. Носков]. — Челябинск, 2004. — № 3 (34). — С. 322.
22. «Мой край, то нежный, то суровый…»; «А вам не хочется обнять как глобус землю эту…»: [стихи] / Ася Горская // Алое поле: альманах. — Челябинск, 2004. — Вып. 2. — С. 35.
23. Литература России. Южный Урал: хрестоматия: 10-11 кл.: учеб. пособие / сост.: Т. Н. Крохалева, Т. В. Соловьева, Л. И. Стрелец. — 2-е изд., испр. — Челябинск: Взгляд, 2004. — 447 с. — Из содерж.: «Солнечными опушками…»: [стихи]. — С. 24; Светлой памяти отца: [стихи]. — С. 134; «Слово неосторожное — вражеская стрела…»: [стихи]. — С. 200; Такое время года [стихи]. — С. 306; Ода; Будет планета жить: [стихи]. — С. 331—332. ISBN 5-93946-073-9
24. Духовная связь времен: альманах. Вып. 3 / Челяб. обл. обществ, орг. «Рус. культур, центр»; [сост: А. К. Белозерцев.; А. Б. Горская, «Ищет Пушкина планета». М. Б. Дудко. «Как слово наше отзовется» Ответст. за выпуск Т. В. Корегина]. — Челябинск: Рус. культур, центр, 2005. — 39 с., [2] л. ил.: ил. — (Уральская пушкиниана). — Из содерж.: «Дай мне всю жизнь дружить с тобою, Пушкин»: [эссе]. — С. 6; Пушкиненок: [песня] / В. Кулаков; стихи Аси Горской. — С. 8; С. 35 ; Плакал салонный рояль; Белый ангел; Когда-нибудь он все-таки родится: [стихи]. — С. 36. ISBN 5-94288-047-6
25. Путешествие по Челябинску: [кн. для чтения взрослыми детям] / [Т. Л. Корецкая; рис. А. В. Галиулиной, А. В. Разбойникова, А. В. Абдрашитовой]. — Челябинск: Юж.-Урал. кн. изд-во, 2006. — 100 с.: цв. ил. — На обл.: 270 лет Челябинску. От крепости до большого города. — Из содерж.: «В самом сердце древнего Урала…»: [стихи]. — С. 15; «Когда-то караваны здесь прошли…»: [стихи]. — С. 22; «Честь человеку, что любит свой край…»: [стихи]. — С. 27; «Нет одинаковых звездочек снежных…»: [стихи]. — С. 35; «Отзвенят уроки в школе…»: [стихи]. — С. 43; «Тропинка к Пушкину вела…»: [стихи]. — С. 79; «И вышел из цеха, и ехал по тракту…»: [стихи]. — С. 82; «Только в Челябинске озеро Смолино…»: [стихи]. — С. 91.
26. [Стихи] / А. Горская // Литература Урала. Детская литература Челябинска: самобытность и традиция. Кн. 2. — Челябинск. — 2006. — С. 24-33. ISBN 5-87039-147-4
27. Навсегда в памяти нашей: к 100-летию дет. писательницы Л. А. Преображенской / А. Горская // Южный Урал: лит. альм. / Челяб. отд-ние Союза писателей России; [ред.-сост. С. Семянников]. — Челябинск, 2007. — № 5 (36). — С. 312—314.
28. Перепутали; Стрекоза; Купили пылесос; «Мы Мишутку не ругаем…»; Паровоз; Трудное слово; Дружок; Башмаки; Добро и Зло: [стихи] / А. Б. Горская // Южноуральские писатели — детям: хрестоматия для детей дошк. возраста / [сост. Т. Н. Крохалева]. — Челябинск, 2007. — С. 57-64. ISBN 978-5-93946-047-7
29. [Стихи] / А. Горская // Литература. — № 3 (1-15 февр.). — Издательский дом «Первое сентября» — Москва, 2008. — С. 3, 5, 10.
30. Челябинский «Семиград»: краевед. справ. / МУК «Централиз. библ. система» г. Челябинска, Центр. б-ка им. А. С. Пушкина, Краеведч. отд.; [сост.: Г. В. Бречко, Л. А. Мангилева]. — Челябинск: [б. и.], 2009. — 172 с.: ил. — Библиогр.: с. 166—171. — Из содерж.: Зарека: [стихи]. — С. 29; Город начинается: [стихи]. — С. 101.
31. С любовью к Пушкину: [путешествие по местам Челябинска, связ. с именем А. С. Пушкина]: краевед. путеводитель / МУК «Централиз. библ. система» г. Челябинска, Центр. б-ка им. А. С. Пушкина, Краевед. отд.; [сост.: Г. В. Бречко, Л. А. Мангилева]. — Челябинск: [б. и.], 2009. — 60 с., [4] л. ил.: ил. — Библиогр.: с. 53- 57. — Из содерж.: «И Пушкин слушает нас…»: стихи челяб. поэтов об А. С. Пушкине. — С. 46-52: «Проходят столетья, но Солнце встает…»; «Где небо всех выше…»; В парке Пушкина зима…; Улица Пушкина; Пушкиненок; Майе — «пушкиненку»; Когда-нибудь он все-таки родится / А. Б. Горская; [в путеводитель включены и др. стихи А. Горской].
32. «Сам себе режиссёр…»; «Когда тебя преследуют невзгоды…»: [стихи] / А. Б. Горская // Живой родник: сб. произведений педагогов Челяб. обл. / [сост.: Ю. А. Калинина, Л. С. Роготовская]. — Челябинск: Взгляд, 2010. — С. 7-8. — На авантит. л.: памяти А. Б. Горской.
33. «Много мест в России удивительных…»: [стихи] / А. Горская // Ступени наследия. Челябинск в прошлом / Т. Л. Корецкая, В. В. Поздеев. — Челябинск: Край Ра, 2011. — С. 3.
34. Дудко, М. Б. Обретение поэта / М. Б. Дудко. — Челябинск: Авто Граф, 2012. — 253, [1] с.: ил. — Библиогр.: с. 253. — На авантит. л.: Сестре Асе Горской — поэту, учителю, краеведу. — Из содерж.: Зарека: [стихи] / А. Горская. — С. 83; [каждая глава книги начинается стихами Аси Горской].
35. Литература родного края: хрестоматия для учащихся: 1-4 кл. / сост.: А. Б. Горская [и др.]. — 4-е изд. — Челябинск: Взгляд, 2007. — 352 с. ISBN 978-5-93946-104-7
36. «Лунное танго», романс на стихи А. Горской, в сб. Л. Сотченковой «Окунись, душа, в чистую волну…» (романсы для голоса и фортепиано), MPI, 2008, 64 с., ISBN 5-9628-0154-7
37. «Держись, ветеран», песня на стихи Аси Горской в сб. Г. Катрук «Не дай вам Бог воевать когда-то» (песни для детей и юношества в сопровождении фортепиано), Тверь, 2013.
38. «Кто березку причесал». «Не делай лесу больно», слова Аси Горской, музыка Л..Семеновой, в сб.песен для детей дошкольного и младшего школьного возраста «Будет всё хорошо». из-во «Взгляд»,Челябинск,2008, ISBN 978-5-93946-137-5
39. «Лебедушка», песня на стихи Аси Горской в сб. Н. Малыгин: Избранные песни в сопровождении баяна и дуэта баянов. 2010. ISBN 979-0-706358-38-3
40. Сборник произведений писателей Южного Урала. Издательский центр «Павлин».-Челябинск 2018, Горская А. Б.стр:15,20,38,52,57,71,78. ISBN 978-87980-064-4
41. Литературный альманах Южного Урала «Звёздный голос», стр.60-62, 87-92. ISBN 978-5-904756-75-8

### О жизни и творчестве А. Б. Горской
1. Преображенская, Л. Багрянец «Алых парусов»: [о воспитанниках Л. Преображенской из лит.-твор. об-ния «Алые паруса»: Асе Горской и др.] / Л. Преображенская // Каменный пояс: лит.-художеств. и обществ.-полит. сб. — Челябинск, 1979. — С. 133—142.
2. Шмаков, А. А. Урал литературный: крат. биобиблиогр. указ. / А. А. Шмаков, Т. А. Шмакова. — Челябинск: Юж.-Урал. кн.изд-во, 1988. — 366 с. — Из содерж.: Горская Ася Борисовна. — С. 82.
3. Преображенская, Л. А. Сюда приходят за поэзией: [о воспитанниках Л. Преображенской из лит.-твор. об-ния «Алые паруса»: Асе Горской и др.] / Л. А. Преображенская // Паруса надежды: Челяб. дворец пионеров и школьников им. Н. К. Крупской. — Челябинск,1990. — С. 206—209.
4. Осеева, Н. А. Злые комарики никогда не спят: беседа с челяб. дет. поэтом А. Б. Горской / вела Н. Осеева // Тип-топ. — Челябинск, 1996. — Вып. 3. — С. 34-35.
5. Ягодинцева, Н. Заглянем в «Уральский сундучок»?: беседа с челяб. дет. поэтом А. Горской / вела Н. Ягодинцева // Вечер. Челябинск. — 1996. — 13 авг.
6. Спешков, В. «Уральскому сундучку» нужен золотой ключик: [инициатив. группа челяб. литераторов (А. Б. Горская, А. Дементьев, Г. Комаров и др.) написала открытое письмо мэру Челябинска В. М. Тарасову об издании книг дет. писателей Челябинска] // Челяб. рабочий. — 1997. — 21 авг.
7. Студия Аси Горской // Челяба. — 1998. — 16 нояб.
8. Горюк, О. «Как мне все-таки повезло»: беседа с дет. поэтом, педагогом, рук. поэт. студии «Кораблик» А. Горской / вела О. Горюк // Госпожа удача. — Челябинск, 1999. — (Спец. вып.). — С. 19.
9. Белозерцев, А. Озаренная светом любви: [о творчестве А. Горской] / А. Белозерцев // Живите любимы: лирика / А. Б. Горская. — Челябинск, 1999. — С. 2.
10. Голубинская, О. «Когда звучит мелодия стиха…»: беседа с авт. нового дет. музык. альбома «Мечты девчонки» А. Горской / вела О. Голубинская // Вечер. Челябинск. — 2000. — 25 окт. — С. 9.
11. Курбатов, В. Н. Горская Ася Борисовна / В. Н. Курбатов // Челябинск: энциклопедия / сост.: Б. С. Боже, В. А. Черноземцев. — Изд. испр. и доп. — Челябинск, 2001. — С. 208—209.
12. Учитель и поэт Ася Борисовна Горская / Обл. дет. б-ка; сост. Н. А. Капитонова. — Челябинск: [б. и.], 2001. — 8 с.
13. Белозерцев, А. К. Капитану Кораблика — большое плавание: [твор. вечер поэта А. Горской состоялся 15 окт. 2002 г. в Новом художеств. театре] / А. К. Белозерцев // Алое поле. — Челябинск, 2002. — Окт. (№ 7).
14. Борисов, С. С красной строки: [о творчестве А. Горской] / С. Борисов // Формула цветка / А. Б. Горская. — Челябинск, 2002. — С. 5-8.
15. Капитонова, Н. А. Горская Ася Борисовна: поэтесса: 65 лет со дня рождения / Н. А. Капитонова // Календарь знаменательных и памятных дат. Челябинская область, 2002 / сост.: И. Н. Пережогина [и др.]. — Челябинск, 2002. — С. 122—124: ил. — Библиогр.: с. 124.
16. Панова, Н. Поэт — Учитель. Это навсегда / Н. Панова // Поселок. — Челябинск, 2002. — № 1. — С. 3.
17. Кузнецова, Н. Присесть бы на скамью воспоминаний / Н. Кузнецова // Поселок. — Челябинск, 2003. — № 2 (Май). — С. 3.
18. Памяти поэта [Аси Борисовны Горской] // Вечер. Челябинск. — 2003. — 11 нояб.
19. Большакова, Т. Потеря: [памяти Аси Горской посвящается] / Т. Большакова // Автограф. — Снежинск, 2003. — 20 нояб.
20. Валеев, М. А. «Кораблик» плывет / М. А. Валеев // Возрождение Урала. — Челябинск, 2003. — Дек. (№ 38). — С. 6.
21. Горская Ася Борисовна (род. в 1937) // Литература России. Южный Урал: хрестоматия: 5-9 кл.: учеб. пособие / сост.: Н. А. Капитонова, Т. Н. Крохалева, Т. В. Соловьева. — 2-е изд., испр. — Челябинск, 2003. — С. 374—379. ISBN 5-93946-015-1
22. Мишанина, С. А. Развитие творческой активности школьников на примере изучения лирики Аси Горской // Теория и практика высшего профессионального образования: содержание, технология, качество: материалы 25 науч.-практ. конф., 3-4 апр. 2003 г. / Оренб. гос. пед. ун-т. — Оренбург, 2003. — Ч. 2. — С. 184—198.
23. Постоногова, Ю. Извечное стремленье к совершенству: [о творчестве А. Горской] / Ю. Постоногова // Творчество. — Челябинск, 2003—2004. — № 6/ 7/ 8. — С. 47.
24. Ратников, К. Поэтическое везение: [о творчестве А. Горской, её стихи] / К. Ратников // Вечер. Челябинск. — 2003. — 15 авг. — С. 9. — (Пергамент; вып. 13).
25. Ратников, К. И будет жить мелодия стиха…: [памяти Аси Горской посвящается] / К. Ратников // Вечер. Челябинск. — 2003. — 28 нояб. — С. 9. — (Пергамент; вып. 20).
26. Шалагинова, Т. Поэзия света и любви: [памяти Аси Горской] / Т. Шалагинова // Алое поле. — Челябинск, 2003. — Дек. (№ 8). — С. 4.
27. Субботина, Е. Образ Солнца в поэзии Аси Горской / Е. Субботина // «Многоголосье» культуры Урала: сб. материалов Второго Славян. науч. собора, 24 мая 2004 г. / сост. Л. А. Шкатова. — Челябинск, 2004. — С. 40-45.
28. Большакова, Т. Уроки доброты: [воспоминания писательницы из Снежинска об А. Горской] / Т. Большакова // Алое поле: альманах / сост.: А. Белозерцев, Ю. Холщигин. — Челябинск, 2004. — Вып. 2. — С. 33-35.
29. Горская Ася Борисовна (1937—2003): [крат. биогр.] // Литература России. Южный Урал: хрестоматия. 10-11 кл.: учеб. пособие / сост.: Т. Н. Крохалева, Т. В. Соловьева, Л. И. Стрелец. — 2-е изд., испр. — Челябинск: Взгляд, 2004. — С. 404—405. ISBN 5-93946-073-9
30. Панова, Н. [Воспоминания о челябинской поэтессе Асе Горской] / Н. Панова // Луч. — Челябинск, 2004. — № 2 (14). — С. 29.
31. Кузнецова, Н. «Я тебе объясняюсь в любви…» / Н. Кузнецова // Челяб. рабочий. — 2004. — 16 нояб. — С.
32. История культуры Челябинского края. Веков связующая нить: очерки Кирилла Шишова / редкол.: Д. Б. Перчик [и др.]. — Челябинск: Камен. пояс, 2005. — 317 с. — Из содерж.: Горская Ася Борисовна (1937—2003). — С. 231—232.
33. Белозерцев, А. Добрый след / А. Белозерцев // Духовная связь времен: альманах / сост.: А. К. Белозерцев, Т. В. Корегина. — Челябинск, 2005. — Вып. 3. — С. 4-5.
34. Субботина, Е. Образ солнца в поэзии Аси Горской (МОУ лицей № 11, науч. рук. М. Б. Дудко) / Е. Субботина // Сб. материалов по реализации молодеж. политики. — Челябинск, 2005. — № 18. — С. 82-86.
35. Старикова, Л. У каждого свой Пушкин: [вышел альм. «Духовная связь времен», посвящ. памяти Аси Горской] / Л. Старикова // Южноурал. панорама. — Челябинск, 2005. — 28 июля. — С. 12.
36. Кузнецова, Н. Когда-нибудь он все-таки родится / Н. Кузнецова // Молодой учитель. — Челябинск, 2005. — 30 сент. — С. 10.
37. Капитонова, Н. А. Детская литература Челябинской области: [о дет. писателях и дет. литературе Южного Урала, о выходе «Хрестоматий по литературе» (сост. А. Горская и др.] / Н. А. Капитонова // Литература Урала. Детская литература Челябинска: самобытность и традиция / редкол.: А. М. Гильдина (ред.) [и др.]. — Челябинск, 2006. — Кн. 1: Статьи, доклады. — С. 5-17.
38. Радченко, Е. Ю. Ася: [о жизни и творчестве А. Горской] / Е. Ю. Радченко // В поисках кота Дьюи: события и встречи в академии / [Е. Радченко]; Челяб. гос. акад. культуры и искусств. — Челябинск, 2007. — С. 86-93; То же // Урал. — Екатеринбург, 2007. — № 3. — С. 240—243.
39. Горская Ася Борисовна: (1937—2003): [о творчестве поэта и педагога А. Б. Горской] // Южноуральские писатели — детям: хрестоматия для детей дошк. возраста / [сост. Т. Н. Крохалева]. — Челябинск, 2007. — С. 55-57. ISBN 978-5-93946-047-7
40. Тумова, Н. Какого цвета добро? / Н. Тумова // Учит. газ. — 2007. — 1 мая.
41. Шишов, К. Злато Мастер: к 70-летию поэта Аси Горской — подвижника Добра / К. Шишов // Южный Урал: лит. альм. / Челяб. отд-ние Союза писателей России; [ред.-сост. С. Семянников]. — Челябинск, 2007. — № 5 (36). — С. 310—311.
42. Венок Асе Горской: сб. стихов студентов ЧГПК № 1 / Челяб. гос. пед. колледж № 1; сост. Д. Яковенко. — Челябинск: [б. и.], 2007. — 34 с.
43. Асина правда: [об Асе Горской вспоминают её ученики, писатели, работники культуры и друзья: Н. Кузнецова, М. Ерин, Н. Титова, Н. Земцова, М. Месеняшина, Ю. Леонычева, А. Середа, Э. Павлова,.Л. Пивер] // Творческий союз. — Челябинск, 2007. — Вып. 1. — С. 15.
44. Галимханова, Р. От слова — до звезды…: [к 70-летию со дня рождения педагога и поэта А. Б. Горской] / Р. Галимханова // Парламентская неделя. — Челябинск, 2007. — № 44 (29 окт.).
45. Радченко, Е. Ася: [30 октября 2007 г. челяб. поэтессе Асе Борисовне Горской исполнилось бы 70 лет] / Е. Радченко // Челябинск-Сити. — 2007. — № 2 (окт.). — С. 68-71: ил.
46. «И будет жить мелодия стиха…», буклет к 70-летию А. Б. Горской, сост. М. Р. Калугина,/ЧОЮБ.- Челябинск, 2007
47. Капитонова, Н. Добрый след / Н. Капитонова // От 7 до 17. — Челябинск, 2007. — № 5 (4 дек.).
48. Жеребцова, Е. Е. Педагог, поэт, краевед: [А. Б. Горская] / Е. Е. Жеребцова // Челябинск неизвестный: краевед. сб. / Центр ист.-культур. наследия г. Челябинска; сост. и науч. ред. В. С. Боже. — Челябинск, 2008. — Вып. 4. — С. 821—825.
49. Радченко, Е. Ю. Горская Ася Борисовна (30.10.1937 — 9.11.2003) / Е. Ю. Радченко // Челябинск неизвестный: краевед. сб. / Центр ист.-культур. наследия г. Челябинска; сост. и науч. ред. В. С. Боже. — Челябинск, 2008. — Вып. 4. — С. 816—821.
50. Коврижкина, Л. Н. Ася Борисовна Горская — педагог, поэт и краевед / Л. Н. Коврижкина // Южный Урал в судьбе России: история и современность: [материалы науч.-практ. конф., посвящ. 75-летию Челяб. обл., 16 дек. 2008 г.] / Гос. ком. по делам архивов Челяб. обл., Челяб. ин-т (фил.) ФГОУ ВПО «Урал. акад. гос. службы»; [сост. С. В. Нечаева; редкол.: Н. М. Рязанов (отв. ред.) и др.]. — Челябинск, 2008. — С. 423—425.
51. Лысанова, Н. «Книжкин дом» обрел имя: [17 нояб. 2008 года дет. б-ке № 2 г. Челябинска (ул. Воровского, 83-а) присвоено имя челяб. поэтессы Аси Борисовны Горской] // От 7 до 17. — Челябинск, 2008. — № 31 (25 нояб.).
52. Капитонова, Н. А. Детская литература на Южном Урале: [о челяб. дет. писателях; об издании в Челябинске «Хрестоматии по литературе родного края. 1-4 кл.» (сост. А. Горская и др.) и хрестоматий «Литература России. Южный Урал» для 5-9-х и 10-11-х кл.] // Литературное краеведение. Челябинская область / Н. А. Капитонова. — Челябинск, 2008. — Вып. 2. — С. 7-10. — (Познай свой край).
53. Капитонова, Н. А. Литературная карта Челябинска / Н. А. Капитонова // Литературное краеведение. Челябинская область / Н. А. Капитонова. — Челябинск, 2008. — Вып. 2. — С. 104—110. — Из содерж.: [На шк. № 15 должна быть мемор. доска с именем поэтессы, педагога, краеведа Аси Горской, которая создала в этой шк. единств. в обл. лит. музей] — С. 109. — (Познай свой край).
54. В. М. Лахно. Памяти челябинской поэтессы Аси Горской.- сборник стихов В. М. Лахно «Я родился в России», Челябинск. 2008.- 122 стр.
55. Курбатов, В. Н. Горская Ася Борисовна / В. Н. Курбатов // Челябинская область: энциклопедия: в 7 т. / редкол.: К. Н. Бочкарев (гл. ред.) [и др.]. — Челябинск, 2008. — Т. 1. — С. 935. ISBN 5-88771-030-6
56. Энциклопедия Челябинского гос.пед.университета /ред. и сост. : Шкребень Г. С. — Челябинск, 2009. — статья М. Б. Дудко — «Горская Ася Борисовна» с.225-226 ISBN 978-5-85716791-5
57. Шишов, К. А. Злато мастер: [Горская Ася Борисовна (1937—2003), педагог, поэт, краевед] / К. А. Шишов // Подвижники. Краеведы Челябинской области: к 20-летию Челяб. обл. о-ва краеведов / сост. Т. Л. Корецкая. — Челябинск, 2009. — С. 217—220.
58. Лысанова, Н. Пушкин и Ася / Н. Лысанова // Перекрестки удивительных судеб: литературовед., краевед. исслед. и очерки / Н. Лысанова. — Челябинск, 2010. — Вып. 2. — С. 19-30.
59. Ставцева Е. М. «Детская литература на Южном Урале: постановка вопроса» — в сб."Трансформации жанров в литературе и фольклоре", вып.3,изд-во ООО «Энциклопедия», Челябинск,2010.- с.82-92
60. Капитонова, Н. А. Ася Горская / Н. А. Капитонова // Литературное краеведение. Челябинская область / Н. А. Капитонова. — Челябинск, 2011. — Вып. 3. — С. 78-84. ISBN 978-5-91744-009-5
61. Корниенко Михаил Борисович // Челябинск — город космический: краевед. дайджест / сост. : Л. П. Фаст, Л. Ю. Каплан, И. С. Рахимова. — Челябинск, 2011. — С. 34-40: цв. ил. — Из содерж.: [Одно из четверостиший А. Б. Горская посвятила своему ученику М. Корниенко, будущему космонавту]. — С. 35.
62. Фильм авторской видеостудии Евгения Садакова «Протяни мне ладони свои…», Челябинск, 2004
63. Кириллова Т. И. Кириллов И. Ю. Музыкально-литературная композиция по творчеству Аси Горской «Доброта в нашей жизни главный урок».
64. Фирсанова Н. «Помнить, чтобы жить», Вечерний Челябинск, 01.07.2015.- с.7
65. Дудко М. Б. «Когда б детей я не учила — стихов бы не писала», Вечерний Челябинск, 02.09.2015 — с.9
66. Ведомцева Л. А. «Уроки доброты и нравственности», в сб."Уроки музыкального краеведения Южного Урала" (серия «Педагогическая мастерская»), стр.6.-36..-КрайРа,2016
67. Кузнецова Н. «Несет добро и свет неумолимо». газета «Горняцкая правда», 14.12.2018, номер 118. «Когда строку диктует чувство» (Литературная страница).

## Дискография
1. Аудиоальбом «Читалочка-засыпалочка». Музыка В. И. Ярушин, стихи А. Б. Горская (аудиокассета).
2. Аудиоальбом «Аквариум детства», 20 песен на стихи А. Б. Горской, Музыка: В. И. Ярушин, Студия «Иваныч». Челябинск, 1997, звукорежиссёр Ю. Сорокин, (аудиокассета).
3. Аудиоальбом «Мечты девчонки», 18 песен на стихи А. Б. Горской, музыка: В. Ярушин, В. Батраков, В. Кулаков, Л. Сотченкова, В. Рыбак, А. Кривошей, А. Сафонов, студия «Юнайтед Саунд» (звукорежиссёр С. Спиридонов), Челябинск. 2000. (компакт-диск).
4. Музыкально-поэтический аудиоальбом «Только в Челябинске», 17 песен на стихи А. Горской, музыка: А. Сафонов, звукорежиссёр А. Вилков, Челябинск, 2006 (компакт-диск).
5. В. Ярушин и трио «Челяба» — песня на стихи А. Горской «Живите любимы», Челябинск, 1998, (компакт-диск).